# Beauchene Island
Beauchene Island (spanisch: Isla Beauchêne) ist die südlichste der Falklandinseln. Sie liegt ungefähr 70 km südlich der Sea Lion Island, ist unbewohnt und ein Naturschutzgebiet. Die abgelegene Insel wurde 1701 von dem Franzosen Jacques Gouin de Beauchêne entdeckt.
Die 172 Hektar große Insel besteht aus einem südlichen Teil mit der höchsten Erhebung von 70 Metern, und einem nordöstlichen Teil mit kahlen und steilen Felsen. Beide Teile sind durch einen sandigen Isthmus verbunden.
Die Insel ist für ihre höhlenreiche Küste bekannt. Schwarzbrauenalbatrose, Felsenpinguine (4000 Exemplare) und Seelöwen (6000 Exemplare) leben hier in großen Kolonien. Eine Besonderheit der Insel stellen die reichen Vorkommen an Torf dar, der sich aus bisher nicht geklärten Gründen bis zu 10-mal schneller entwickelt als anderswo.
Im Osten von Beauchene Island gibt es einen natürlichen Ankerplatz, der jedoch nur bei ruhigem Wetter genutzt werden kann.
An der Westseite stehen Gebäuderuinen. Die Insel war von 1834 bis 1837 bewohnt. 1834 landete der US-Amerikaner McArther mit 100 Siedlern auf der Insel. Zwei Jahre später waren kaum noch Seelöwen vorhanden. Die Siedlung wurde wegen des schwierigen Zugangs aufgegeben.